# サラ・ミルズ
サラ・ミルズは、イギリスのシェフィールド・ハラム大学の言語学の名誉教授。彼女の言語学的関心分野は、異なる言語における言語表現形式の比較、特にポライトネス（丁寧さ）理論に関してである。その他の主な研究分野はフェミニズム。
彼女はポライトネスやポライトネス分析への言説的アプローチに関する著書や論文を多数出版している。また、フェミニズム言語学理論についての著書もある。著作の邦訳は『言語学とジェンダー論への問い 丁寧さとはなにか』と『ミシェル・フーコー』の2冊が刊行されている。

## 書籍
- 1991: 『差異のディスクール：女性の手による旅行記と植民地主義の分析（Discourses of Difference: An Analysis of Women's Travel Writing and Colonialism）』, Routledge ,ISBN 0415046297 、
ミルズは、英国の女性旅行者は「男性の作家ほど安易に帝国主義的な主張を取り入れることができなかった」と主張している[4]。
- 1997 年、2004 年:『ディスクール(Discourse:The New Critical Idiom Series、Routledge)』
「ディスクール」という言語学・哲学・社会学・批評に用いられる用語を分析し、それを取り巻く理論的前提を検討、様々な理論家の著作を論じる
1997:ISBN 041511053X
2004:ISBN 0415290139
- 2003年：『言語学とジェンダー論への問い 丁寧さとはなにか（Gender and Politeness）』熊谷滋子／訳 発行:明石書店
2006:ISBN 9784750322780
  - 「ミルズは、女性らしさのステレオタイプを利用した女性話者は、男性よりも丁寧に振る舞っているように見えるかもしれないが、女性が男性と同じように『無礼に』振る舞う状況もたくさんあると論じている」「不快感を与えないために使われる会話戦略に焦点を当て、それがジェンダーの問題とどのように関係しているかを示す[5]」
- 2003:『ミシェル・フーコー（Michel Foucault）』酒井隆史／訳 発行：青土社, (クリティカル・シンカーズ・シリーズ、Routledge)
2006:ISBN 978-4-7917-6227-9
- 2003: ( Reina Lewisと共同編集) 『フェミニストとポスト・コロニアル理論：アンソロジー集（Feminist Post-Colonial Theory: An Anthology）』
- 2005:『ジェンダーと植民地空間（Gender and Colonial Space）』、マンチェスター大学出版局
- 2008:『言語と性差別（Language and Sexism）』
- 2009: (Dániel Z. Kádár と) Ch. 2. 「ポライトネスと文化（"Politeness and Culture"）」 ,『東アジアにおけるポライトネス（Politeness in East Asia）』所収 、ケンブリッジ大学出版局
- 2011: (Louise Mullany と),『言語、ジェンダー、フェミニズム（Language Gender and Feminism）』
- 2012:『ジェンダーの問題：フェミニズム言語分析（Feminist Linguistic Analysis）』,ISBN 1845534964
- 2017:『英国におけるポライトネスと階級（English Politeness and Class）』,ISBN 1108340415